# Cooper Sayers
Pour les articles homonymes, voir Sayers.
Cooper Sayers (né le 25 février 1999 à Broken Hill) est un coureur cycliste australien, spécialiste de la piste. 

## Palmarès sur route
- 2014
  - 2e du championnat d'Australie sur route cadets

## Palmarès sur piste

### Championnats d'Océanie
| Édition / Épreuve | Poursuite par équipes | Américaine |
| Cambridge 2017    |                       | Bronze     |
| Adélaïde 2018     | Argent                |            |

### Championnats d'Australie
- 2017
  -  Champion d'Australie de la course aux points juniors
  - 2e de la poursuite par équipes
- 2019
  - 2e de la poursuite par équipes